# 32. Internationale Sechstagefahrt

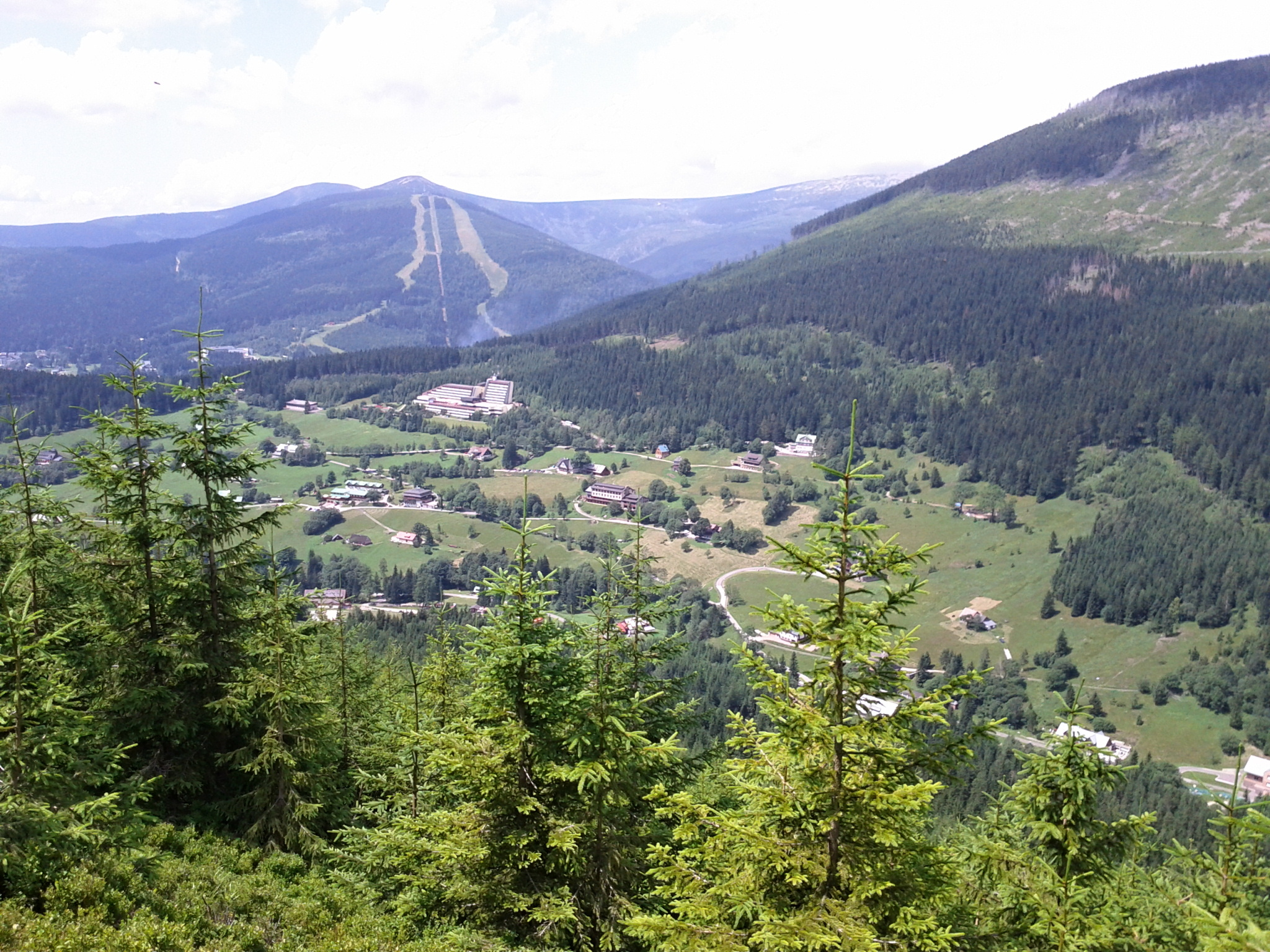
Špindlerův Mlýn, Start- und Zielort der einzelnen Etappen

Die 32. Internationale Sechstagefahrt war ein Motorrad-Geländesportwettbewerb, der vom 15. bis 20. September 1957 im tschechoslowakischen Špindlerův Mlýn (deutsch Spindlermühle) sowie im Riesengebirge stattfand. Die Nationalmannschaft der Bundesrepublik Deutschland konnte zum zweiten Mal die World Trophy gewinnen. Die Silbervase ging zum sechsten Mal an die Tschechoslowakei.

## Wettkampf

### Organisation
Es starteten 246 Fahrer von 16 Motorsportverbänden der FIM. Um die World Trophy fuhren Mannschaften aus vier Nationen. Zudem waren 17 Silbervasen- und 23 Club-Mannschaften am Start.
Die Bundesrepublik Deutschland nahm an der World Trophy teil. Österreich und die Schweiz waren mit einer, die Bundesrepublik Deutschland mit zwei Silbervasenmannschaften am Start. Zudem nahmen fünf bundesdeutsche und eine Schweizer Clubmannschaft teil.

### 1. Tag
Nach dem ersten Fahrtag lagen in der World Trophy die Mannschaften der Bundesrepublik Deutschland und der Tschechoslowakei strafpunktfrei gleichauf. Es folgten Italien und die Sowjetunion.
In der Silbervasenwertung führte die A-Mannschaft der Tschechoslowakei vor der B-Mannschaft der Bundesrepublik Deutschland und der B-Mannschaft der Tschechoslowakei. die Schweizer Mannschaft hatte mit Josef Grass und Hans Sonderegger bereits zwei Fahrerausfälle, das Team lag damit auf dem 19. Platz. Noch stärker traf es die Mannschaft Österreichs: Hier fiel mit Helmut Inzko, Wilhelm Zeller und Otto Heisinger gleich drei der vier Fahrer aus, das Team lag auf dem 23. und somit letzten Platz.
81 Fahrer schieden aus dem Wettbewerb aus.

### 2. Tag
Die World Trophy führte das einzig noch strafpunktfreie Team der Bundesrepublik Deutschland vor der Tschechoslowakei und Italien an.
In der Silbervasenwertung führte die A- vor der B-Mannschaft der Tschechoslowakei und der A-Mannschaft Rumäniens. In der A-Mannschaft der Bundesrepublik Deutschland fiel Albert Seitz, in der B-Mannschaft Gert Lohse aus. Die Teams lagen auf dem 5. bzw. 4. Platz. in der Schweizer Mannschaft schied mit Fred Bracher der dritte Fahrer aus, das Team belegte den 21. Platz. Die Mannschaft Österreichs lag weiter auf dem letzten Platz.
Elf Fahrer schieden aus dem Wettbewerb aus, wovon ein Fahrer nicht mehr antrat.

### 3. Tag
In der World Trophy führte weiter das strafpunktfreie Team der Bundesrepublik Deutschland vor der Tschechoslowakei und Italien.
Die Silbervasenwertung führte weiter die A- vor der B-Mannschaft der Tschechoslowakei und der A-Mannschaft Rumäniens. Die A-Mannschaft der Bundesrepublik Deutschland belegte Platz 4. In der B-Mannschaft der Bundesrepublik Deutschland schied mit Emil Wirnitzer der zweite Fahrer aus, das Team belegte Platz 6. Die Schweizer und die österreichische Mannschaft belegte den 21. bzw. 23. Platz.
Sieben Fahrer schieden aus dem Wettbewerb aus.

### 4. Tag
Am Ende des vierten Fahrtags führte in der World Trophy weiter unverändert das strafpunktfreie Team der Bundesrepublik Deutschland vor der Tschechoslowakei und Italien.
In der Silbervasenwertung führte unverändert die A- vor der B-Mannschaft der Tschechoslowakei und der A-Mannschaft Rumäniens. In der A-Mannschaft der Bundesrepublik Deutschland fiel mit Johann Abt der zweite Fahrer aus, das Team belegte den 6. Platz. Die B-Mannschaft der Bundesrepublik Deutschland belegte den 8. Platz. Die Schweizer und die österreichische Mannschaft belegten unverändert den 21. bzw. 23. Platz.
21 Fahrer schieden aus dem Wettbewerb aus.

### 5. Tag
Die Zwischenstände nach dem fünften Fahrtag: In der World Trophy führte weiter das strafpunktfreie Team der Bundesrepublik Deutschland vor der Tschechoslowakei und Italien.
In der Silbervasenwertung führte unverändert die A- vor der B-Mannschaft der Tschechoslowakei und der A-Mannschaft Rumäniens. Die A-Mannschaft der Bundesrepublik Deutschland belegte den 6. Platz. In der B-Mannschaft der Bundesrepublik Deutschland fiel mit Heinz Kammler der dritte Fahrer aus, das Team lag auf Platz 10. Die Schweizer und die österreichische Mannschaft belegten den 19. bzw. 21. Platz.
31 Fahrer schieden aus dem Wettbewerb aus.

### 6. Tag
Am letzten Tag wurde eine Etappe und das Abschlussrennen (Geschwindigkeitstest) gefahren.
Von 246 am ersten Tag gestarteten Fahrern erreichten 95 das Ziel.

## Endergebnisse

### World Trophy
| Platz | Team             | Strafpunkte |
| ----- | ---------------- | ----------- |
| 1.    | BR Deutschland   | 0           |
| 2.    | Tschechoslowakei | 700         |
| 3.    | Italien          | 1613        |
| 4.    | Sowjetunion      | 2208        |

### Silbervase
| Platz | Team                            | Strafpunkte |
| ----- | ------------------------------- | ----------- |
| 1.    | Tschechoslowakei (A-Mannschaft) | 205         |
| 2.    | Rumänien (A-Mannschaft)         | 538         |
| 3.    | Tschechoslowakei (B-Mannschaft) | 614         |
| 4.    | Sowjetunion (A-Mannschaft)      | 650         |
| 5.    | Polen (A-Mannschaft)            | 816         |
| 6.    | BR Deutschland (A-Mannschaft)   | 842         |
| 7.    | Finnland                        | 880         |
| 8.    | Schweden                        | 893         |
| 9.    | Niederlande (A-Mannschaft)      | 991         |
| 10.   | Niederlande (B-Mannschaft)      | 1030        |
| 11.   | Italien (B-Mannschaft)          | 1101        |
| 12.   | BR Deutschland (B-Mannschaft)   | 1124        |
| 13.   | Sowjetunion (B-Mannschaft)      | 1292        |
| 14.   | Polen (B-Mannschaft)            | 1308        |
| 15.   | Bulgarien (B-Mannschaft)        | 1455        |
| 16.   | Schweiz                         | 1827        |
| 17.   | Rumänien (B-Mannschaft)         | 1879        |
| 18.   | Österreich                      | 1933        |
| 19.   | Italien (A-Mannschaft)          | 2006        |
| 20.   | Bulgarien (A-Mannschaft)        | 2017        |

### Clubmannschaften
| Platz | Team                            | Strafpunkte |
| ----- | ------------------------------- | ----------- |
| 1.    | KAMK Liberec                    | 114         |
| 2.    | Automotoklub Praha              | 119         |
| 3.    | KNMV                            | 233         |
| 4.    | KAMK Brno                       | 306         |
| 5.    | KAMK Plzeň                      | 487         |
| 6.    | Dukla Praha                     | 507         |
| 7.    | Rudá hvězda Praha               | 629         |
| 8.    | ADAC Gau Nordbayern II          | 684         |
| 9.    | ADAC Gau Württemberg II         | 795         |
| 10.   | Auto-Cycle Council of Australia | 857         |
| 11.   | Rudá hvězda Brno                | 881         |
| 12.   | KAMK Hradec Králové             | 909         |
| 13.   | AVSAP                           | 941         |
| 14.   | KAMK Praha venko                | 978         |
| 15.   | KAMK Bratislava                 | 982         |
| 16.   | ADAC Gau Nordbayern I           | 1034        |
| 17.   | ADAC Gau Württemberg I          | 1200        |
| 18.   | KAMK Praha město                | 1272        |
| 19.   | ADAC Gau Südbayern              | 1301        |
| 20.   | Birmingham MCC                  | 1317        |
| 21.   | AMK Ischewsk                    | 1709        |
| 22.   | AMK Kowrow                      | 1800        |
| 22.   | FMS                             | 1800        |